# Taça da AF Braga de 2013–14
A Taça da AF Braga é uma competição por eliminatórias disputadas por clubes que participam nos campeonatos da AF Braga. 

## 1ª Eliminatória
A 30 de Agosto realizou-se o sorteio da 1ª Eliminatória, só com Clubes da 1ª Divisão, que a partir desta época passa a ser disputada a apenas 1 mão, a realizar-se nos dias 14 e 15 de Setembro pelas 16h00 (GMT).
| J  | Visitado          | Div | Res    | Div | Visitante      |
| -- | ----------------- | --- | ------ | --- | -------------- |
| 1  | Operário FC       | 1ª  | 2-1    | 1ª  | GD Caldelas    |
| 2  | Agrupamento DCR   | 1ª  | F-C a) | 1ª  | Rendufe FC     |
| 3  | Sobreposta        | 1ª  | 4-0    | 1ª  | Fermilense     |
| 4  | CD Ponte          | 1ª  | 5-0    | 1ª  | Cabeceirense   |
| 5  | Ases Sta. Eufémia | 1ª  | 1-3    | 1ª  | FC Roriz       |
| 6  | Juv. Mouquim      | 1ª  | F-C b) | 1ª  | S. Paio Vizela |
| 7  | Arco Baúlhe       | 1ª  | 3-1    | 1ª  | Granja FC      |
| 8  | GD Peões          | 1ª  | 0-2    | 1ª  | Palmeiras FC   |
| 9  | Aboim da Nóbrega  | 1ª  | 2-4    | 1ª  | UD Airão       |
| 10 | MARCA             | 1ª  | 6-1    | 1ª  | Trandeiras     |
| 11 | Juv. Póvoa        | 1ª  | 5-1    | 1ª  | GD Selho       |
| 12 | GD Guisande       | 1ª  | 1-2    | 1ª  | GCDR Lanhas    |
| 13 | Sequeirense       | 1ª  | 3-0    | 1ª  | GD Cavez       |
| 14 | GD Longos         | 1ª  | 0-4    | 1ª  | SC Ucha        |
| 15 | Parada de Tibães  | 1ª  | 1-0    | 1ª  | Ferreirense    |
| 16 | Este FC           | 1ª  | 0-2    | 1ª  | Viatodos       |
| 17 | ACR Guilhofrei    | 1ª  | 1-0    | 1ª  | Lomarense      |
| 18 | GD Adaúfe         | 1ª  | 0-1    | 1ª  | Pedralva       |
| 19 | GDC Mosteiro      | 1ª  | 2-0    | 1ª  | GD Fradelos    |

a) - Agrupamento não se inscreveu nas competições de Seniores
b) - S. Paio não inscreveu jogadores devido ao vazio directivo, e não se apresentou a jogo.

## 2ª Eliminatória
A 30 de Agosto realizou-se o sorteio da 2ª Eliminatória, que conta com os 19 clubes apurados da 1ª Eliminatória, aos quais se juntam os 32 clubes da Divisão de Honra. Em virtude do sorteio a equipa do GDC Mosteiro
ficou isenta e automaticamente apurada para a 3ª Eliminatória. Os jogos foram disputados a 28 de Setembro, a maioria deles pelas 16h00 (GMT).
| J  | Visitado           | Div | Res         | Div | Visitante         |
| -- | ------------------ | --- | ----------- | --- | ----------------- |
| 1  | AFC Martim         | 1ª  | 1-1 (2-1)*  | 1ª  | Ruivanense        |
| 2  | Desp. de S. Cosme  | 1ª  | 1-2         | 1ª  | GD Gerês          |
| 3  | S. Paio D´Arcos FC | 1ª  | 4-2         | 1ª  | Forjães           |
| 4  | Antime             | 1ª  | 1-1 (4-5)** | 1ª  | CD Ponte          |
| 5  | Parada de Tibães   | 1ª  | 1-0         | 1ª  | Rendufe FC        |
| 6  | UD Airão           | 1ª  | 0-4         | H   | FC Amares         |
| 7  | UD S. Veríssimo    | H   | 4-1         | H   | Águias de Alvelos |
| 8  | GD Silvares        | 1ª  | 2-3         | 1ª  | Pica              |
| 9  | FC Tadim           | H   | 1-2         | H   | Soarense          |
| 10 | CRP Delães         | H   | 1-2         | H   | Amigos de Urgeses |
| 11 | UD Vila Chã - Esp. | H   | 3-0         | H   | Carreira          |
| 12 | GCD Regadas        | 1ª  | 1-3         | 1ª  | GD Louro          |
| 13 | ACR Guilhofrei     | 1ª  | 3-0         | 1ª  | Juv. Mouquim      |
| 14 | Arco Baúlhe        | 1ª  | 5-1         | H   | SC Cabreiros      |
| 15 | Juv. Póvoa         | 1ª  | 1-0         | H   | GFC Pousa         |
| 16 | Bairro FC          | H   | 1-1 (3-4)** | H   | SC Ucha           |
| 17 | Sequeirense        | 1ª  | 2-2 (5-4)** | H   | Arsenal C. Devesa |
| 18 | Emilianos FC       | H   | 0-1         | H   | Terras de Bouro   |
| 19 | FC Roriz           | 1ª  | 1-0         | 1ª  | Viatodos          |
| 20 | Águias da Graça    | H   | 2-1         | H   | SCL Enguardas     |
| 21 | Sobreposta         | 1ª  | 3-1         | 1ª  | MARCA             |
| 22 | GD Prado           | H   | 2-0         | H   | S. Mamede d’Este  |
| 23 | Pedralva           | 1ª  | 2-0         | 1ª  | Palmeiras FC      |
| 24 | UDC Santo Adrião   | H   | 3-3 (4-3)*  | 1ª  | Operário FC       |
| 25 | Operário Campelos  | H   | 3-2         | 1ª  | GCDR Lanhas       |
| 26 | GDC Mosteiro       | 1ª  | Isento      |     |                   |

-* Após prolongamento
-** Após grandes penalidades

## 3ª Eliminatória
A 16 de Outubro realizou-se o sorteio da 3ª Eliminatória, cujos jogos serão disputados a 10 de Novembro. Nesta eliminatória participam também os clubes da Pró-Nacional.
| J  | Visitado           | Div | Res         | Div | Visitante          |
| -- | ------------------ | --- | ----------- | --- | ------------------ |
| 1  | GD Gerês           | H   | 3-2         | H   | AFC Martim         |
| 2  | UDC Santo Adrião   | H   | 1-0         | H   | GD Prado           |
| 3  | FC Amares          | H   | 2-1         | P   | Marinhas           |
| 4  | Parada de Tibães   | 1ª  | 2-1         | H   | Terras de Bouro    |
| 5  | Torcatense         | P   | 2-1         | P   | Santa Eulália      |
| 6  | Porto D’Ave        | P   | 1-1 (4-1)*  | 1ª  | Pedralva           |
| 7  | Maria da Fonte     | P   | 2-2 (0-2)** | P   | Vieira SC          |
| 8  | CD Celoricense     | P   | 1-1 (1-2)*  | P   | Merelinense        |
| 9  | Dumiense FC        | P   | 1-1 (3-1)*  | 1ª  | Sobreposta         |
| 10 | GD Louro           | 1ª  | 2-3         | P   | Brito SC           |
| 11 | Pevidém SC         | P   | 1-0         | P   | Caç. Taipas        |
| 12 | CD Ponte           | 1ª  | 1-2         | 1ª  | Arco Baúlhe        |
| 13 | S. Paio D´Arcos FC | H   | 1-0         | 1ª  | FC Roriz           |
| 14 | Sequeirense        | 1ª  | 1-3         | H   | UD S. Veríssimo    |
| 15 | Pica               | 1ª  | 0-1         | P   | Arões              |
| 16 | Soarense           | H   | 0-2         | H   | Águias da Graça    |
| 17 | SC Ucha            | H   | 4-3         | H   | UD Vila Chã - Esp. |
| 18 | Serzedelo          | P   | 6-1         | 1ª  | Juv. Póvoa         |
| 19 | Desp. Ronfe        | P   | 3-3 (6-5)** | H   | Operário Campelos  |
| 20 | CD Celeirós        | P   | 2-1         | P   | Esposende          |
| 21 | GD Travassós       | P   | 4-0         | 1ª  | GDC Mosteiro       |
| 22 | Amigos de Urgeses  | H   | 1-0         | 1ª  | ACR Guilhofrei     |

-* Após prolongamento
-** Após grandes penalidades

## 4ª Eliminatória
A 20 de Novembro realizou-se o sorteio da 4ª Eliminatória, cujos jogos foram disputados a 4 e 5 de Janeiro. Em virtude do sorteio, dez clubes ficaram isentos e apuraram-se para a próxima eliminatória.
| J  | Visitado           | Div | Res         | Div | Visitante         |
| -- | ------------------ | --- | ----------- | --- | ----------------- |
| 1  | Arco Baúlhe        | 1ª  | 1-1 (5-4**) | H   | SC Ucha           |
| 2  | S. Paio D´Arcos FC | H   | 5-2         | H   | GD Gerês          |
| 3  | FC Amares          | H   | 3-2         | P   | Pevidém SC        |
| 4  | UDC Santo Adrião   | H   | 1-2         | H   | Amigos de Urgeses |
| 5  | Brito SC           | P   | 3-1         | P   | Dumiense FC       |
| 6  | CD Celeirós        | P   | 0-1         | P   | Arões             |
| 7  | Parada de Tibães   | 1ª  | Isento      |     |                   |
| 8  | Porto D’Ave        | P   | Isento      |     |                   |
| 9  | GD Travassós       | P   | Isento      |     |                   |
| 10 | UD S. Veríssimo    | H   | Isento      |     |                   |
| 11 | Serzedelo          | P   | Isento      |     |                   |
| 12 | Merelinense        | P   | Isento      |     |                   |
| 13 | Torcatense         | P   | Isento      |     |                   |
| 14 | Águias da Graça    | H   | Isento      |     |                   |
| 15 | Desp. Ronfe        | P   | Isento      |     |                   |
| 16 | Vieira SC          | P   | Isento      |     |                   |

-* Após prolongamento
-** Após grandes penalidades

## Oitavos de Final
A 6 de Fevereiro realizou-se o sorteio dos Oitavos de Final, cujos jogos foram disputados a 1 de Março.
| J | Visitado           | Div | Res         | Div | Visitante       |
| - | ------------------ | --- | ----------- | --- | --------------- |
| 1 | S. Paio D´Arcos FC | H   | 1-2         | P   | Desp. Ronfe     |
| 2 | Serzedelo          | P   | 2-2 (2-3)*  | H   | FC Amares       |
| 3 | Amigos de Urgeses  | H   | 0-0 (4-1)** | P   | GD Travassós    |
| 4 | Parada de Tibães   | 1ª  | 0-4         | P   | Arões           |
| 5 | Vieira SC          | P   | 1-3         | P   | Torcatense      |
| 6 | Merelinense        | P   | 3-1         | H   | UD S. Veríssimo |
| 7 | Porto D’Ave        | P   | 1-2         | P   | Brito SC        |
| 8 | Águias da Graça    | H   | 4-2         | 1ª  | Arco Baúlhe     |

-* Após prolongamento
-** Após grandes penalidades

## Quartos de Final
A 6 de Fevereiro realizou-se o sorteio do alinhamento dos Quartos de Final.
| J | Visitado        | Div | Res | Div | Visitante         |
| - | --------------- | --- | --- | --- | ----------------- |
| 1 | Águias da Graça | H   | 2-3 | P   | Brito SC          |
| 2 | Arões           | P   | 0-1 | H   | Amigos de Urgeses |
| 3 | FC Amares       | H   | 0-1 | P   | Merelinense       |
| 4 | Desp. Ronfe     | P   | 0-4 | P   | Torcatense        |

## Meias Finais
| J | Visitado   | Div | Res | Div | Visitante         | 1ª Mão | 2ª Mão |
| - | ---------- | --- | --- | --- | ----------------- | ------ | ------ |
| 1 | Torcatense | P   | 0-4 | P   | Merelinense       | 0-2    | 0-2    |
| 2 | Brito SC   | P   | 3-0 | H   | Amigos de Urgeses | 3-0    | 0-0    |

## Final
A final tevelugar a 10 de Junho de 2014, estando integrada na Festa do Futebol da AF Braga 2013/14.
| 10 de Junho de 2014 | Merelinense                       | 4-2 | Brito SC                            | Cidade de Barcelos, Barcelos       |
| 17:45               | Canetas 33' 48' 53' · Ventura 66' |     | Baketas 80' · Ricardo Cruz 87' (gp) | Público: 6 000 Árbitro: João Costa |

## Ligações Externas
- Página da Competição